# Географія Нігерії
Нігерія — західноафриканська країна, що знаходиться у західній тропічній частині континенту з виходом до Гвінейської затоки . Загальна площа країни 923 768 км² (32-ге місце у світі і 14-те в Африці), з яких на суходіл припадає 910 768 км², а на поверхню внутрішніх вод — 13 тис. км². Площа країни у 1,5 рази більша за площу України. 

## Етимологія
Офіційна назва — Федеративна Республіка Нігерія, Нігерія (англ. Federal Republic Nigeria, Nigeria; хауса Nijeriya). Назва країни походить від гідроніму Нігер, великої річки що тече територією країни і на античних картах Птолемея була підписана як «Н-Гер». Ця форма близька до сучасної туарезької назви річки — Анеггер. Проте правильність вихідної форми, її значення і метаморфози, що відбувалися з нею остаточно не встановлені. Уперше зустрічається на картах 1900 року. Назву часто помилково пов'язують зі словом лат. niger‎ — чорний, посилаючись на темну шкіру жителів регіону.

## Географічне положення

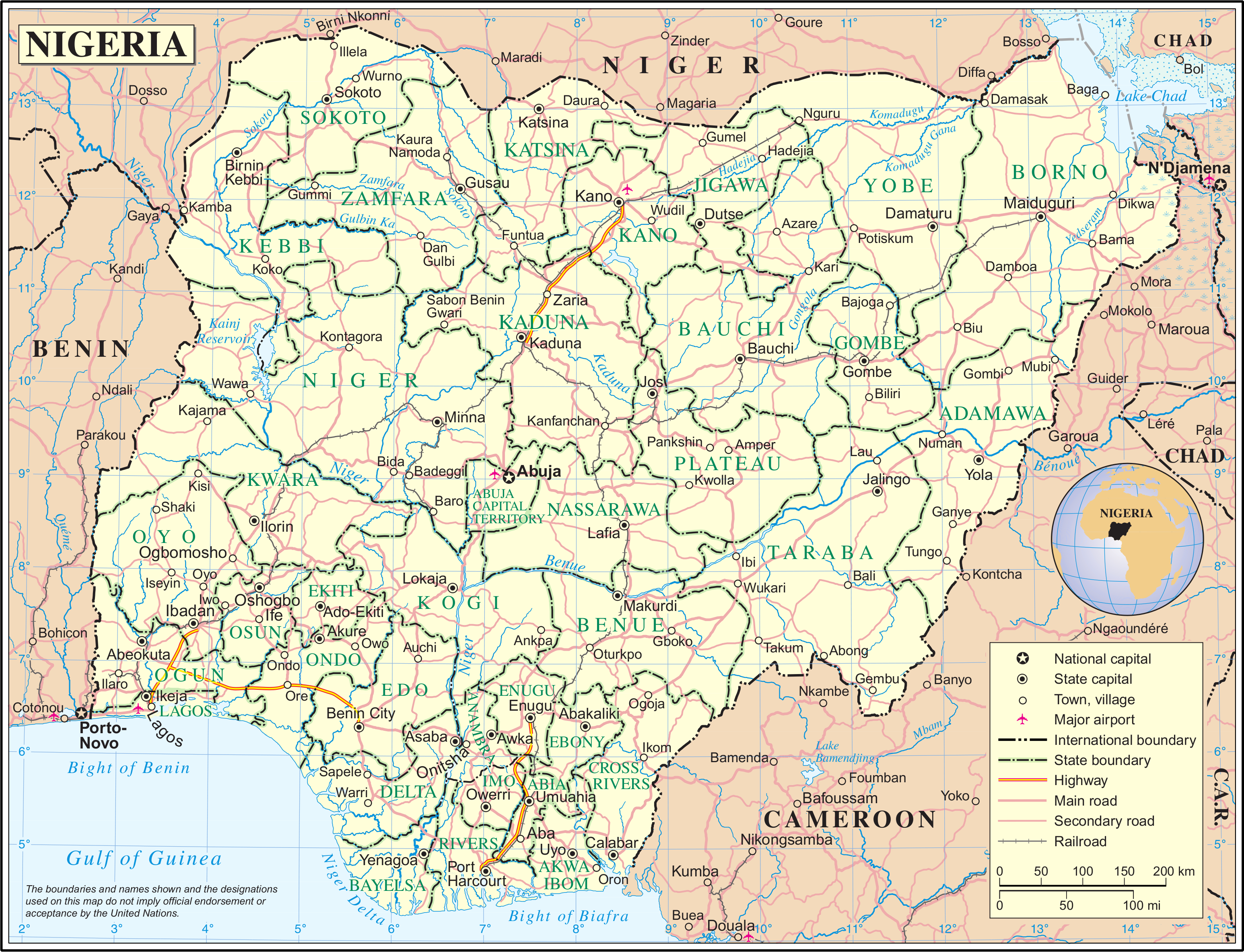
Карта Нігерії від ООН

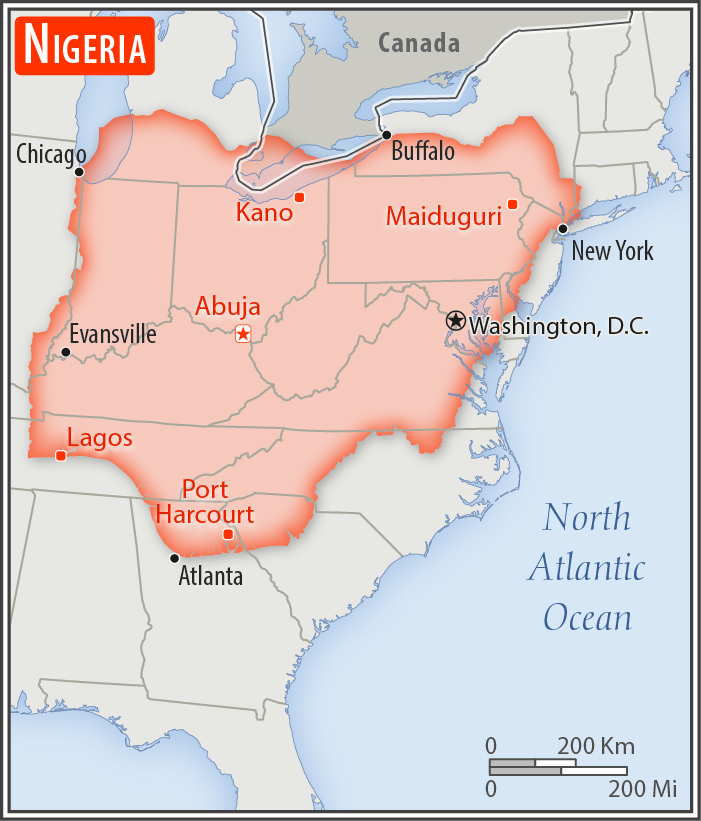
Порівняння розмірів території Нігерії та США

Нігерія — західноафриканська країна, що межує з чотирма іншими країнами: на півночі — з Нігером (спільний кордон — 1608 км), на сході — Чадом (85 км) і Камеруном (1975 км), на заході — з Беніном (809 км). Загальна довжина державного кордону — 4477 км. Нігерія на півдні омивається водами Гвінейської затоки Атлантичного океану. Загальна довжина морського узбережжя 853 км.
Згідно з Конвенцією Організації Об'єднаних Націй з морського права (UNCLOS) 1982 року, протяжність територіальних вод країни встановлено в 12 морських миль (22,2 км). Виключна економічна зона встановлена на відстань 200 морських миль (370,4 км) від узбережжя. Континентальний шельф — до глибин 200 м.

### Час
Час у Нігерії: UTC+1 (-1 година різниці часу з Києвом).

## Рельєф
Середні висоти — 38(0 м; найнижча точка — рівень вод Атлантичного океану (0 м); найвища точка — гора Чаппаль-Вадді (2419 м). Вздовж узбережжя Ґвінейської затоки розташована хвиляста Приморська рівнина, яка на півночі поступово підвищується і переходить в ступінчасте плато. Складна мережа лагун і протоків, розташованих за бар'єром піщаних пляжів, утворює систему захищених мілководних шляхів, по яких невеликі судна можуть пройти від кордону з Беніном на заході до кордону з Камеруном на сході без виходу в океан. В глибині країни чітко виділяються уступ Нсукка-Окігві, що підіймається над долиною річки Крос, плато Джос і Біу, а також гори Адамауа. В основному полога поверхня плато, складеного кристалічними породами на півночі і заході країни і пісковиками на сході, в багатьох місцях поцяткована острівними горами (інзельберґами), тобто скелястими останцовеми горбами з крутими схилами. На північному сході поверхня поступово знижується у бік озера Чад. На півн.-заході плато переходить в рівнину Сокото, на півн.-сході — в рівнину Борну.

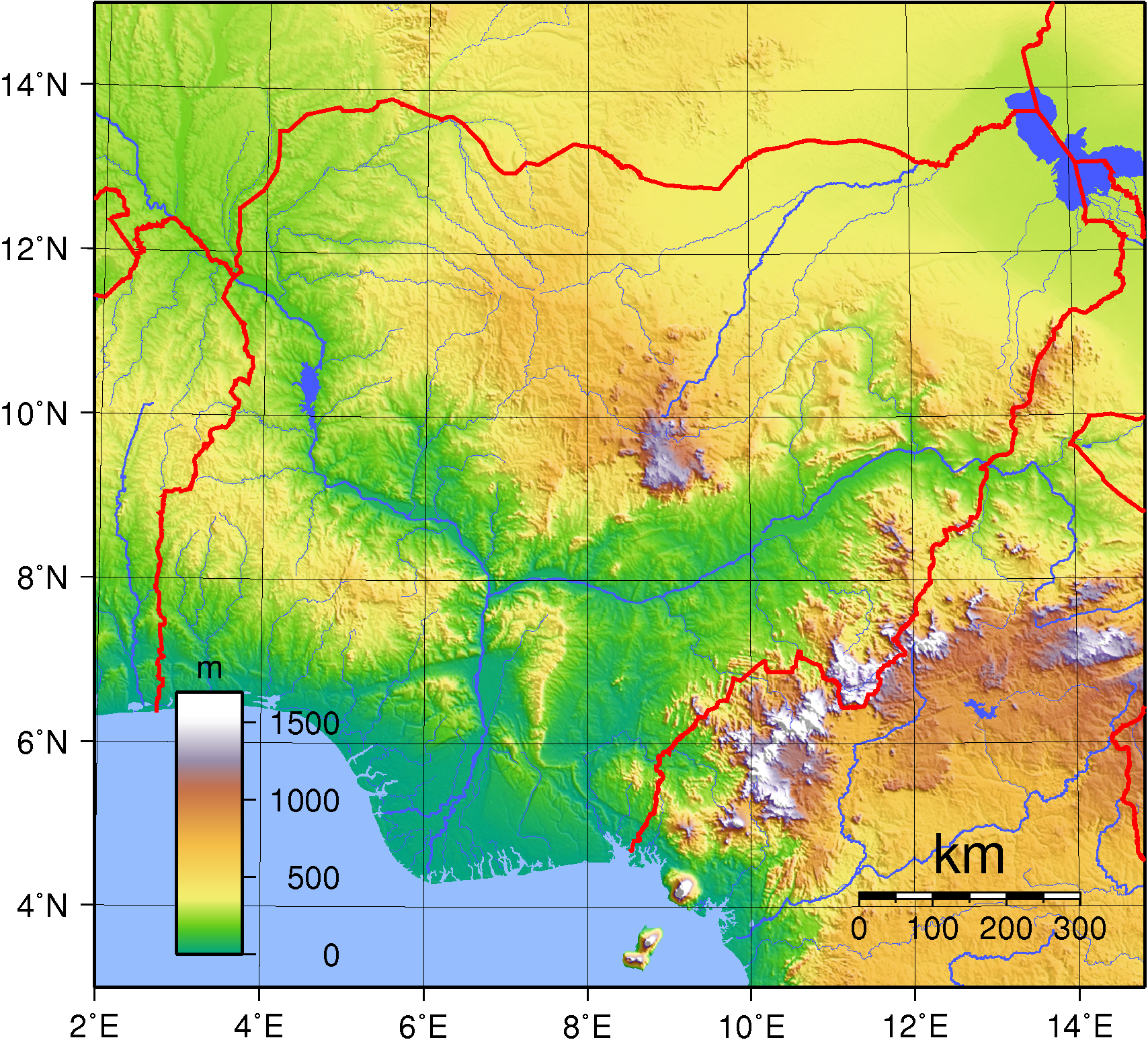
Гіпсометрична карта  Нігерії
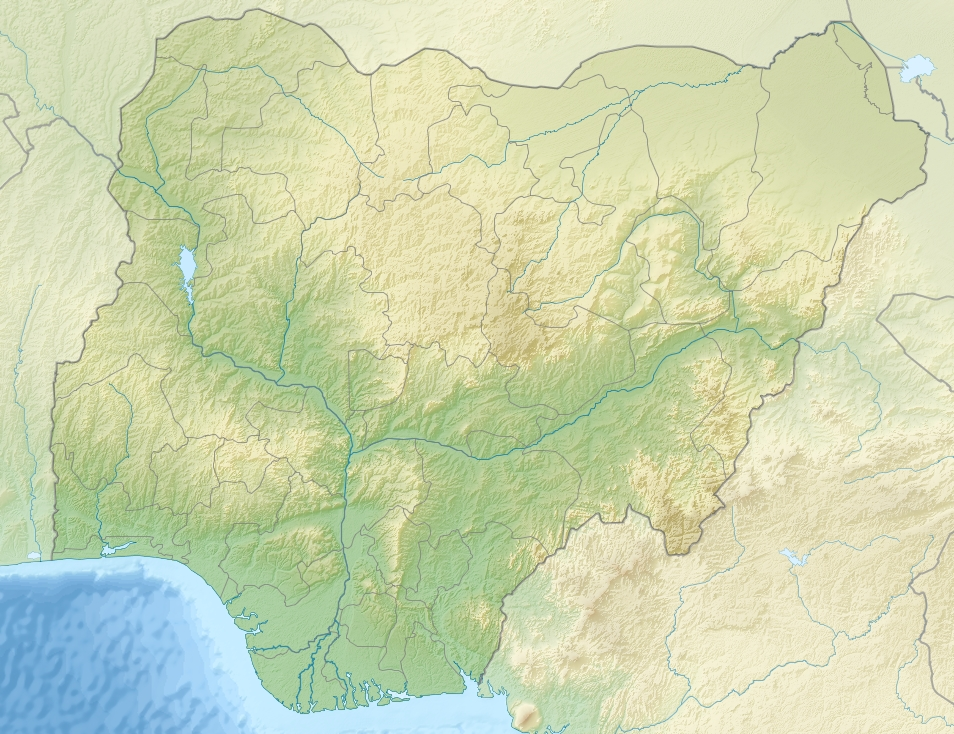
Рельєф Нігерії
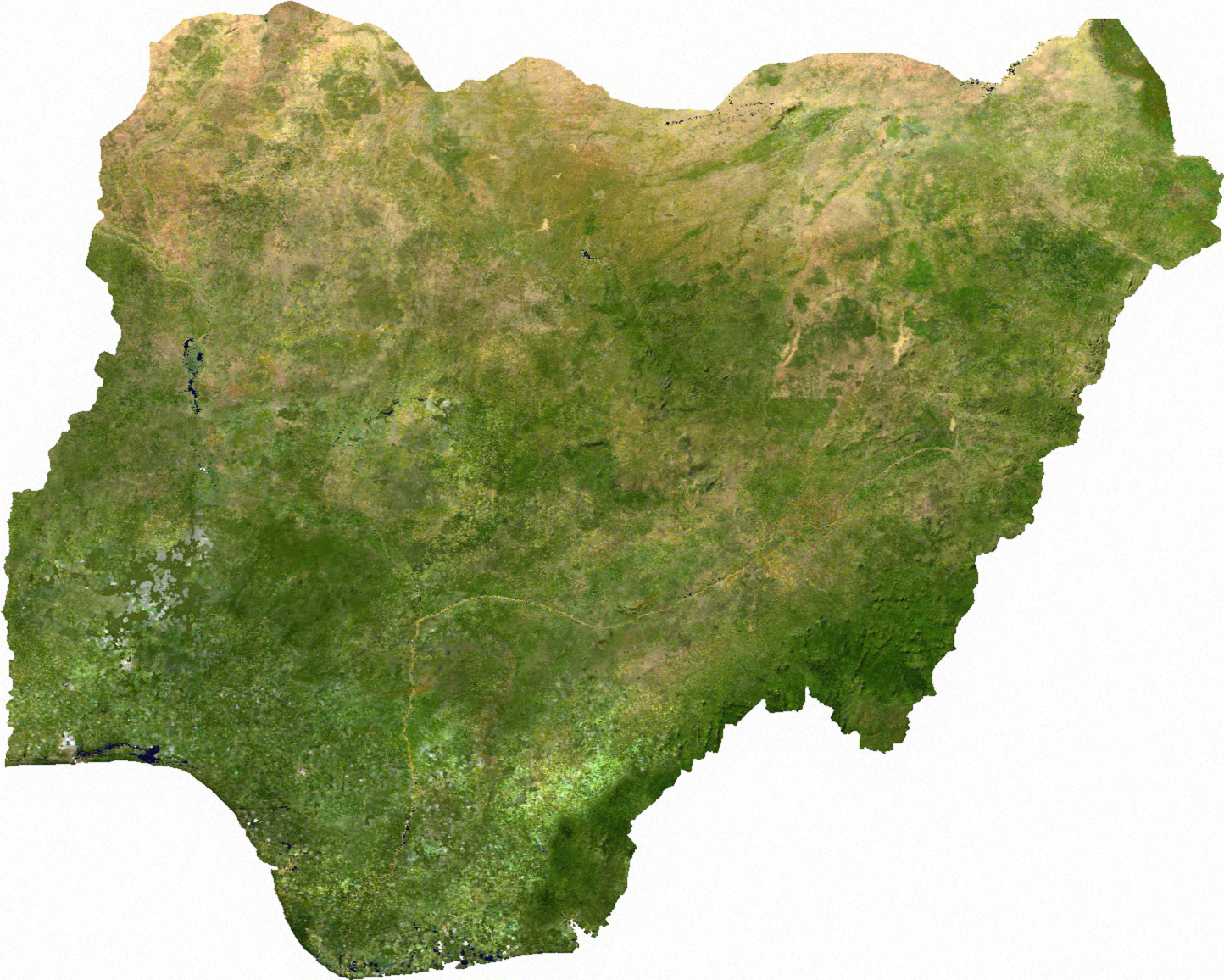
Супутниковий знімок поверхні країни
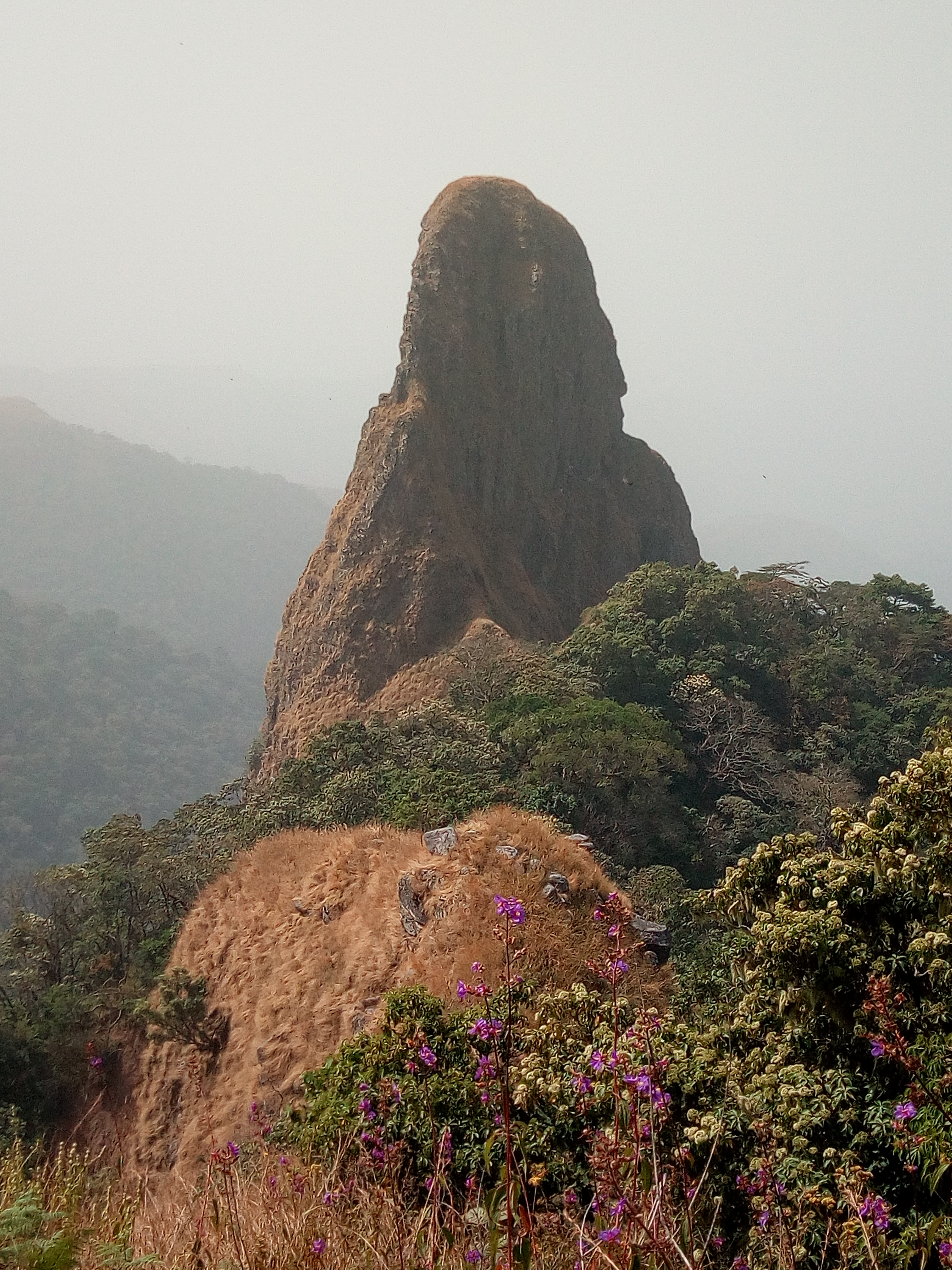
Чаппаль-Вадді

### Узбережжя
Нігерія має протяжну берегову лінію уздовж Гвінейської затоки Атлантичного океану. Довжина узбережжя країни становить близько 853 км і охоплює низку унікальних природних комплексів, зокрема дельти Нігеру та інших річок, лимани, лагуни, мангрові болота, піщані пляжі, прибережні рівнини тощо.
Узбережжя Нігерії поділяється на три основні ділянки: західну (від кордону з Беніном до Лагосу), центральну (район Лагосу і прилеглі лагуни) та східну (дельта Нігеру до кордону з Камеруном). Кожна частина має свої природні особливості. Західне узбережжя характеризується численними піщаними косами, лагунами й низинними заболоченими ділянками. Центральна частина узбережжя представлена системою лагун, відокремлених від океану вузькою смугою суходолу. Найскладнішу в геоморфологічному відношенні частину становить східне узбережжя — дельта Нігеру, одна з найбільших дельт у світі. Тут розташовані мангрові ліси, прісноводні болота, естуарії та численні рукави річки.

## Клімат
Південь Нігерії лежить у екваторіальному кліматичному поясі, північ — у субекваторіальному. Цілий рік панують екваторіальні повітряні маси. На узбережжі цілий рік спекотно, сезонні коливання температури незначні, значно менші за добові. превалюють слабкі вітри, цілий рік надмірне зволоження, майже щодня по обіді йдуть дощі, часто зливи з грозами. На півночі влітку переважають екваторіальні повітряні маси, взимку — тропічні. Влітку вітри дмуть від, а взимку до екватора. Сезонні амплітуди температури повітря незначні, зимовий період не набагато прохолодніший за літній. Зволоження нестійке, влітку можуть відбуватись посухи.

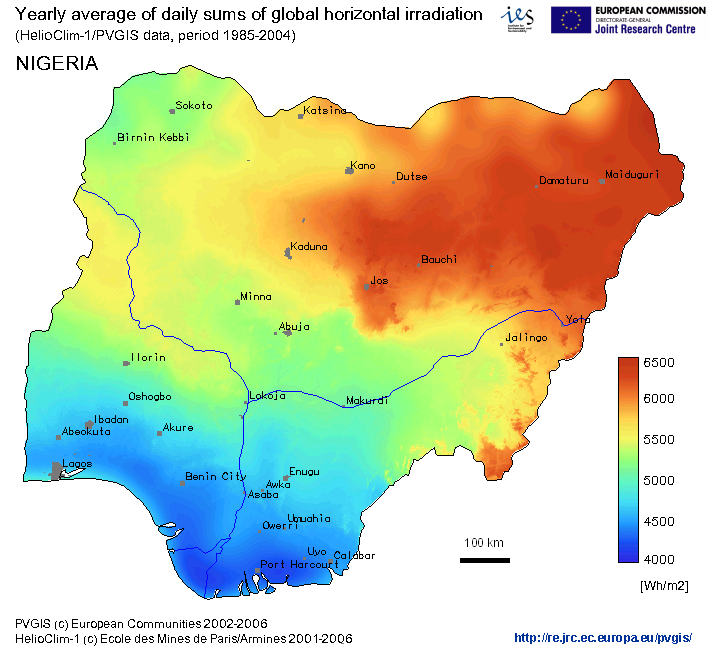
Сонячна радіація (англ.)
Кліматична карта Нігерії (за Кеппеном)

Нігерія є членом Всесвітньої метеорологічної організації (WMO), в країні ведуться систематичні спостереження за погодою.

## Внутрішні води
Територія країни розчленована на великі блоки долинами річок Нігер і Бенуе і відділена від океану вузьким поясом прибережних боліт. Ширина цього пояса не перевищує 16 км, за винятком дельти Нігера, де вона досягає 97 км.

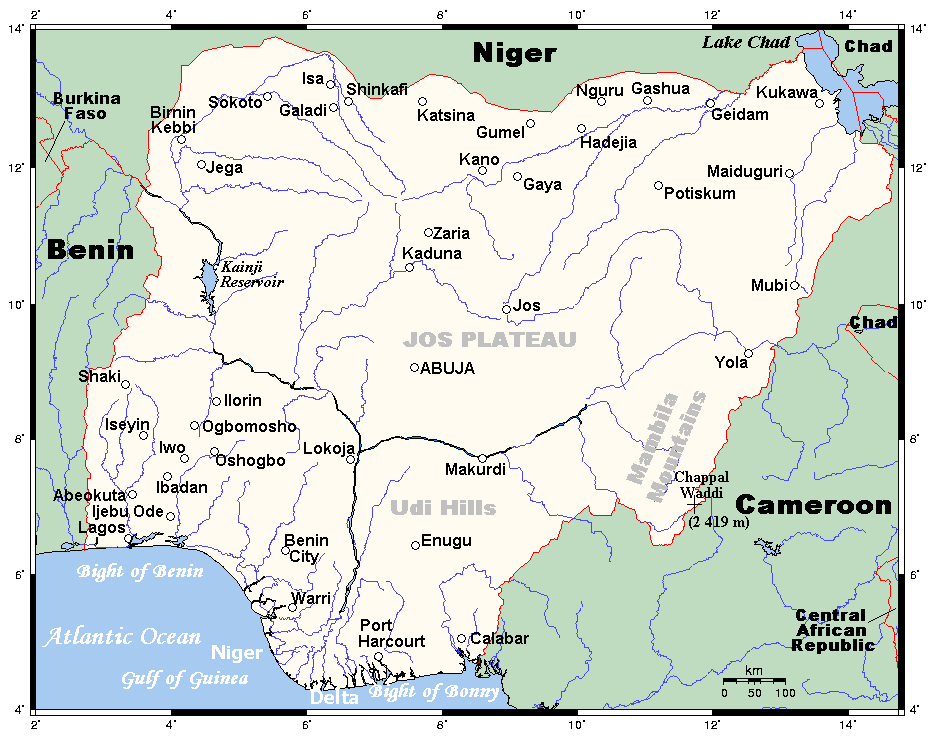
Гідрографічна мережа Нігерії
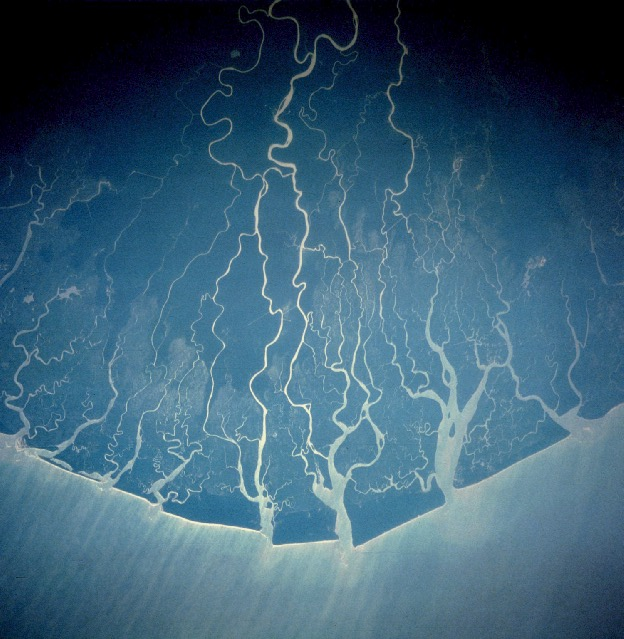
Дельта Нігеру з космосу
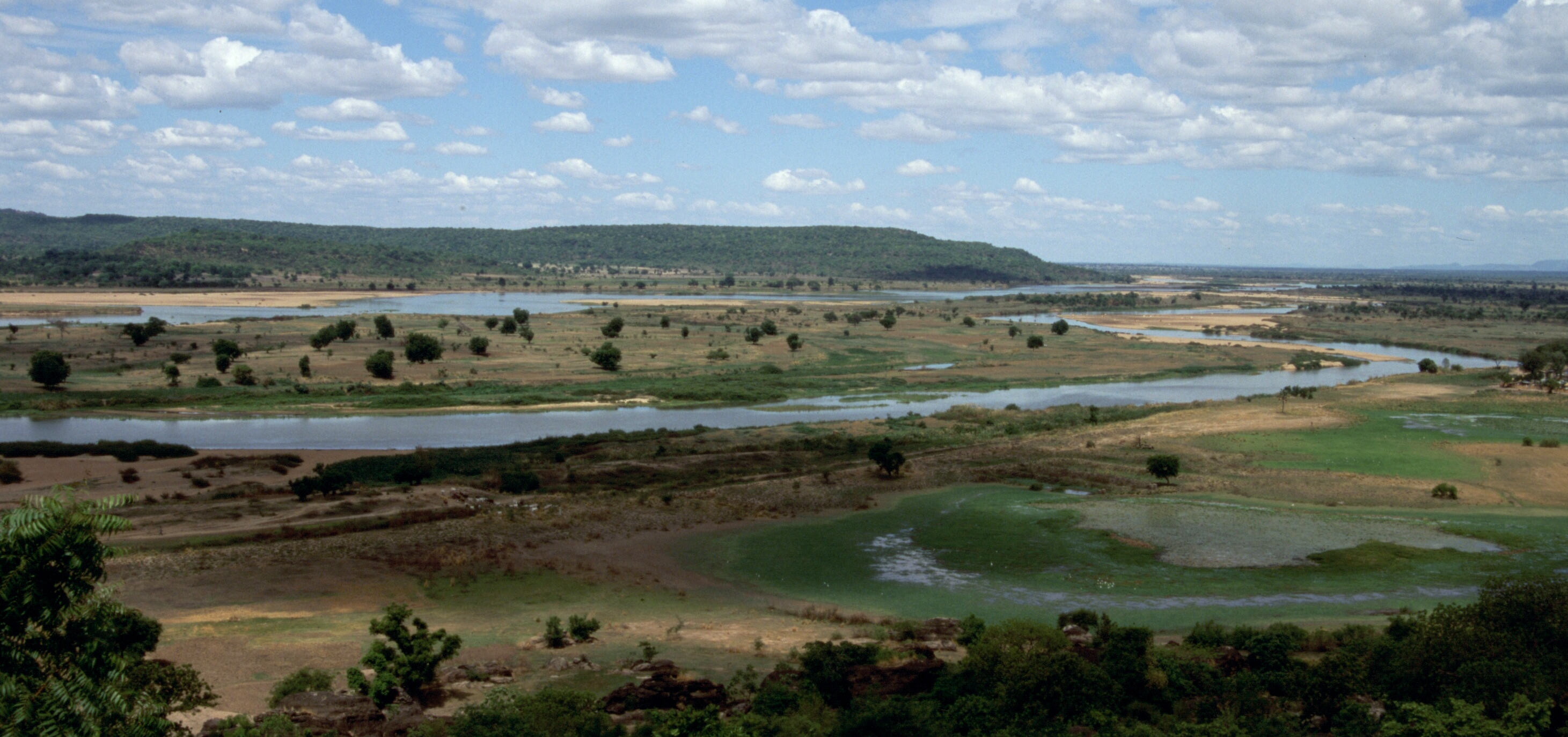
Річка Бенуе
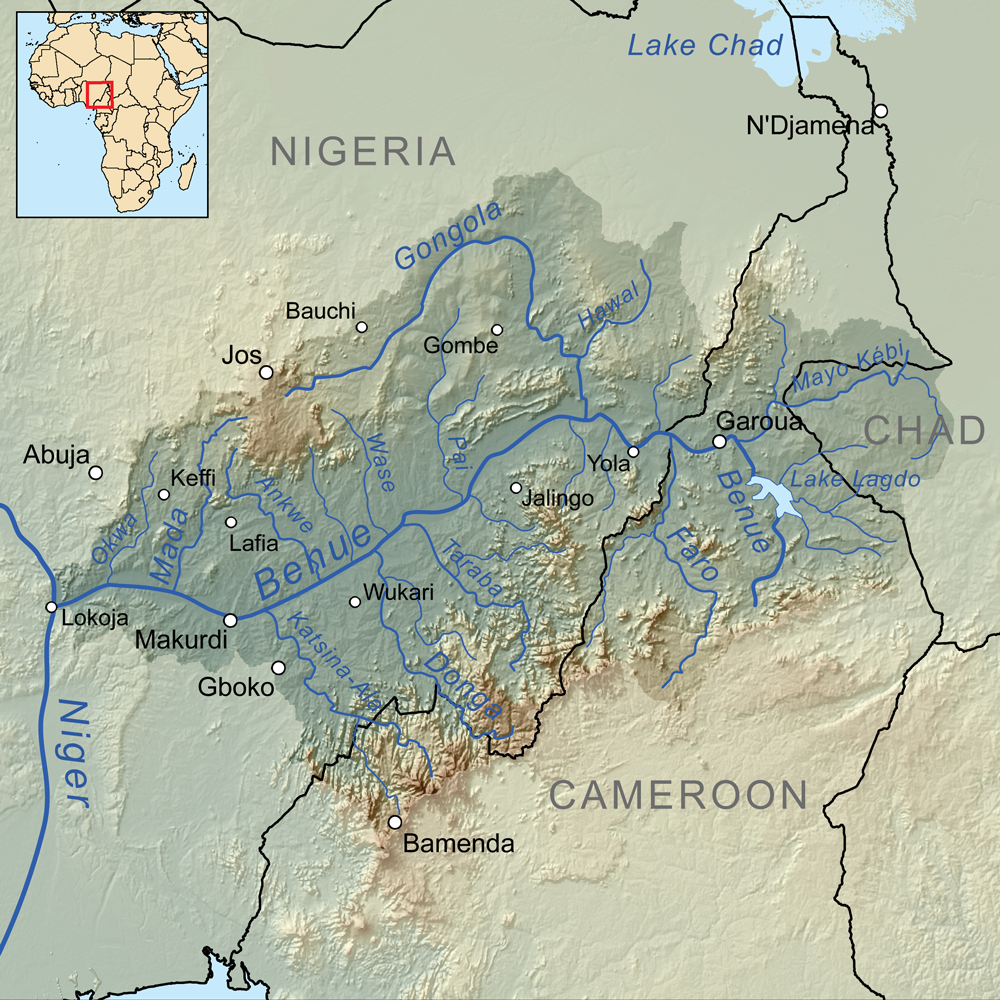
Басейн Бенуе
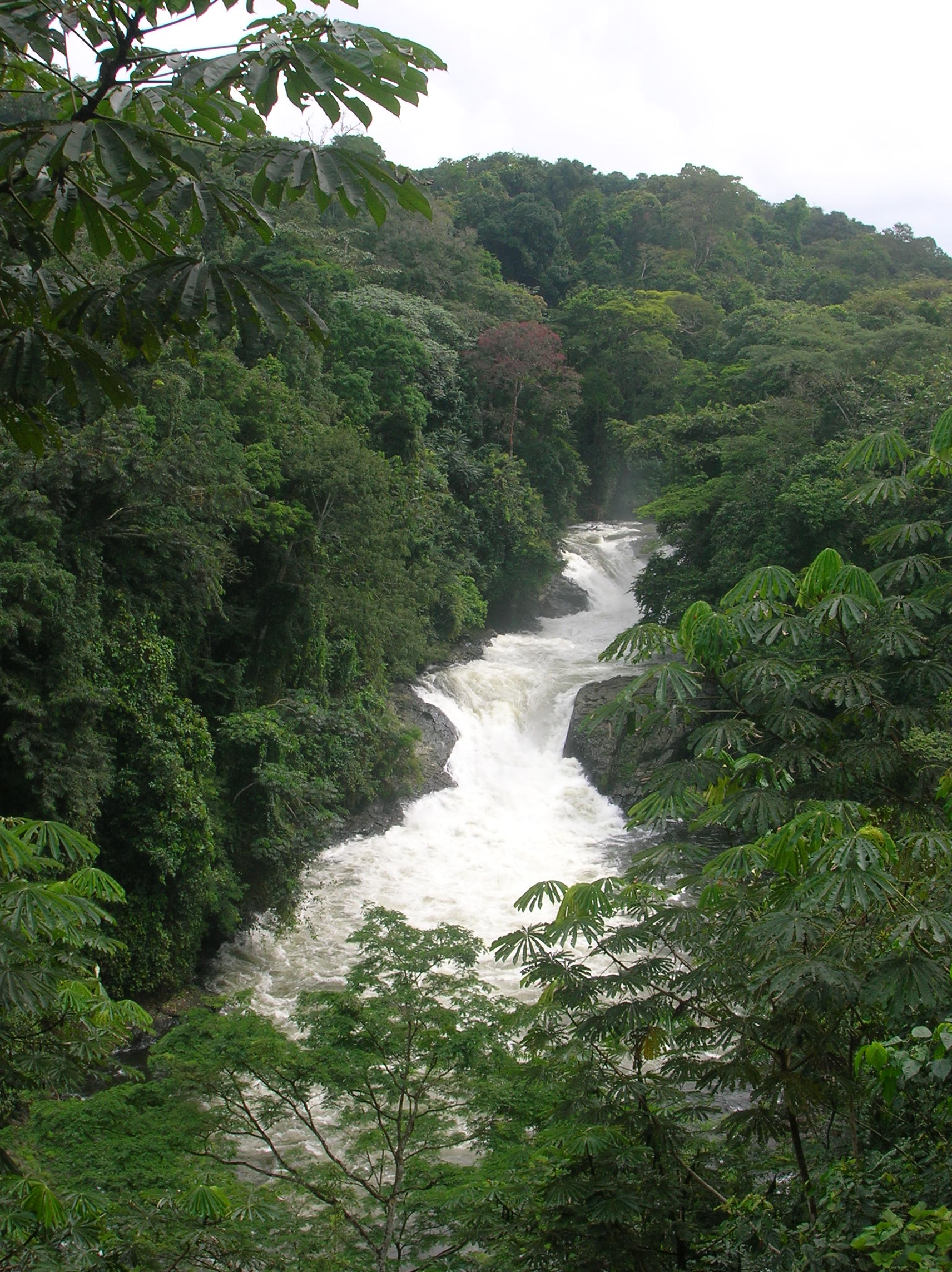
Водоспад на річці Крос

### Річки
Більшість річок країни належать басейну Гвінейської затоки Атлантичного океану. Головна річка країни — Нігер з притокою Бенуе. На півночі річки відносяться до безстічних областей пустелі Сахара — безстічна область озера Чад.

### Болота
Найбільше озеро країни: Чад.

## Ґрунти
Майже всі ґрунти Нігерії кислі. У ряді місцевостей на сході країни інтенсивне вилуговування ґрунтів, сформованих на піщаниках, привело до утворення т. зв. "кислих пісків", що легко піддаються обробці, але швидко виснажуються. Ґрунту крайньої півночі утворилися з пісків пустель і легко руйнуються. Вони різко відрізняються від родючих ґрунтів, що сформувалися на важких суглинках у заплавах багатьох рік, у поясі какао й у дельті Нігеру. У деяких густонаселених місцевостях інтенсивне землеробство і перевипас худоби викликали ерозію ґрунтів.

## Рослинність

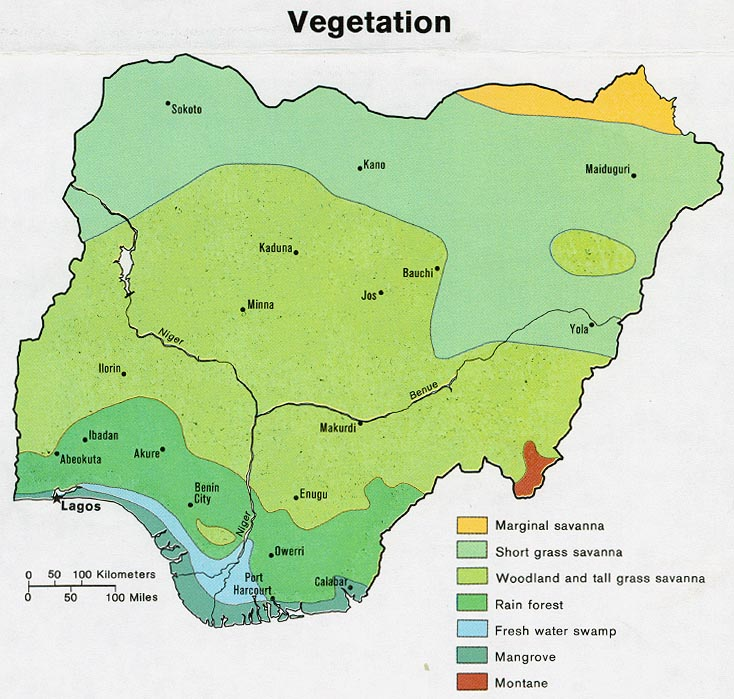
Рослинність Нігерії (англ.)

## Тваринний світ
Зоогеографічно територія країни належить до Ефіопської області: південна частина, узбережжя Гвінейської затоки — до Західноафриканської, північна і центральна частини — до Східноафриканської підобласті.

## Стихійні природні явища
На території країни спостерігаються небезпечні природні явища і стихійні лиха: періодичні посухи; повіді.

## Природні ресурси

### Мінеральні ресурси
Надра Нігерії багаті на ряд корисних копалин: природний газ, нафту, олово, залізну руду, кам'яне вугілля, вапняк, ніобій, свинець, цинк.

### Водні ресурси
Загальні запаси відновлюваних водних ресурсів (ґрунтові і поверхневі прісні води) становлять 286,2 км³.
Станом на 2012 рік в країні налічувалось 2930 км² зрошуваних земель.

### Земельні ресурси
Земельні ресурси Нігерії (оцінка 2011 року):
- придатні для сільськогосподарського обробітку землі — 78 %,
  - орні землі — 37,3 %,
  - багаторічні насадження — 7,4 %,
  - землі, що постійно використовуються під пасовища — 33,3 %;
- землі, зайняті лісами і чагарниками — 9,5 %;
- інше — 12,5 %[1].

## Охорона природи
Серед екологічних проблем варто відзначити:
- деградацію земель;
- швидке знеліснення;
- забруднення повітря і вод у містах;
- спустелювання;
- забрудннення вод і ґрунтів нафтопродуктами, нафтові плями вздовж узбережжя;
- втрата сільськогосподарських угідь;
- швидкі темпи урбанізації.

Нігерія є учасником ряду міжнародних угод з охорони навколишнього середовища:
- Конвенції про біологічне різноманіття (CBD),
- Рамкової конвенції ООН про зміну клімату (UNFCCC),
- Кіотського протоколу до Рамкової конвенції,
- Конвенції ООН про боротьбу з опустелюванням (UNCCD),
- Конвенції про міжнародну торгівлю видами дикої фауни і флори, що перебувають під загрозою зникнення (CITES),
- Базельської конвенції протидії транскордонному переміщенню небезпечних відходів,
- Конвенції з міжнародного морського права,
- Лондонської конвенції про запобігання забрудненню моря скиданням відходів,
- Конвенції з охорони морських живих ресурсів,
- Монреальського протоколу з охорони озонового шару,
- Міжнародної конвенції запобігання забрудненню з суден (MARPOL),
- Рамсарської конвенції із захисту водно-болотних угідь[11].

## Фізико-географічне районування
У фізико-географічному відношенні територію Нігерії можна розділити на _ райони, що відрізняються один від одного рельєфом, кліматом, рослинним покривом: .

### Українською
- Атлас світу / голов. ред. І. С. Руденко ; зав. ред. В. В. Радченко ; відп. ред. О. В. Вакуленко. — К. : ДНВП «Картографія», 2005. — 336 с. — ISBN 9666315467.
- Атлас. 7 клас. Географія материків і океанів / Укладачі О. Я. Скуратович, Н. І. Чанцева. — К. : ДНВП «Картографія», 2014.
- Бєлозоров С. Т. Африка : фізико-географічний нарис. — вид. 2-ге, перероб. і доп. — К. : Радянська школа, 1957. — 232 с.
- Барановська О. В. Фізична географія материків і океанів : навч. посіб. для студентів ВНЗ : [у 2 ч.]. — Н. : Ніжинський державний університет ім. Миколи Гоголя, 2013. — 306 с. — ISBN 978-617-527-106-3.
- Нігерія // Гірничий енциклопедичний словник : [у 3-х тт.] / за ред. В. С. Білецького. — Д. : Східний видавничий дім, 2004. — Т. 3. — 752 с. — ISBN 966-7804-78-X.
- Костів Л. Я. Фізична географія материків і океанів. Африка : навч.-метод. посібник. — Л. : Видавничий центр ЛНУ імені Івана Франка, 2017. — 184 с. — ISBN 978-617-10-0374-3.
- Панасенко Б. Д. Фізична географія материків : навч. посіб. : в 2 ч. — В. : ЕкоБізнесЦентр, 1999. — 200 с.
- Юрківський В. М. Регіональна економічна і соціальна географія. Зарубіжні країни: Підручник. — 2-ге. — К. : Либідь, 2001. — 416 с. — ISBN 966-06-0092-5.

### Англійською
- (англ.) Graham Bateman. The Encyclopedia of World Geography. — Andromeda, 2002. — 288 с. — ISBN 1871869587.

### Російською
- (рос.) Авакян А. Б., Салтанкин В. П., Шарапов В. А. Водохранилища. — М. : Мысль, 1987. — 326 с. — (Природа мира)
- (рос.) Алисов Б. П., Берлин И. А., Михель В. М. Курс климатологии [в 3-х тт.] / под. ред. Е. С. Рубинштейна. — Л. : Гидрометиздат, 1954. — Т. 3. Климаты земного шара. — 320 с.
- (рос.) Апродов В. А. Вулканы. — М. : Мысль, 1982. — 368 с. — (Природа мира)
- (рос.) Апродов В. А. Зоны землетрясений. — М. : Мысль, 2010. — 462 с. — (Природа мира) — ISBN 978-5-244-01122-7.
- (рос.) Нигерия // Африка: энциклопедический справочник [в 2-х тт.] / гл. ред. А. А. Громыко. — М. : Советская энциклопедия, 1986. — Т. 2. К-Я. — 671 с.
- (рос.) Бабаев А. Г., Зонн И. С., Дроздов Н. Н., Фрейкин З. Г. Пустыни. — М.  : Мысль, 1986. — 320 с. — (Природа мира)
- (рос.) Браун Л. Африка. — М. : Прогресс, 1976. — 288 с. — (Континенты, на которых мы живем)
- (рос.) Букштынов А. Д., Грошев Б. И., Крылов Г. В. Леса. — М. : Мысль, 1981. — 316 с. — (Природа мира)
- (рос.) Власова Т. В. Физическая география материков. С прилегающими частями океанов. Южная Америка, Африка, Австралия и Океания, Антарктида. — 4-е, перераб. — М. : Просвещение, 1986. — 269 с.
- (рос.) Гвоздецкий Н. А., Голубчиков Ю. Н. Горы. — М. : Мысль, 1987. — 400 с. — (Природа мира)
- (рос.) Гвоздецкий Н. А. Карст. — М. : Мысль, 1981. — 214 с. — (Природа мира)
- (рос.) Географический энциклопедический словарь: географические названия / под. ред. А. Ф. Трёшникова. — 2-е изд., доп. — М. : Советская энциклопедия, 1989. — 585 с. — ISBN 5-85270-057-6.
- (рос.) Исаченко А. Г., Шляпников А. А. Ландшафты. — М. : Мысль, 1989. — 504 с. — (Природа мира) — ISBN 5-244-00177-9.
- (рос.) Каплин П. А., Леонтьев О. К., Лукьянова С. А., Никифоров Л. Г. Берега. — М. : Мысль, 1991. — 480 с. — (Природа мира) — ISBN 5-244-00449-2.
- (рос.) Словарь современных географических названий / под общей редакцией акад. В. М. Котлякова. — Екатеринбург : У-Фактория, 2006.
- (рос.) Литвин В. М., Лымарев В. И. Острова. — М. : Мысль, 2010. — 288 с. — (Природа мира) — ISBN 978-5-244-01129-6.
- (рос.) Лобова Е. В., Хабаров А. В. Почвы. — М. : Мысль, 1983. — 304 с. — (Природа мира)
- (рос.) Максаковский В. П. Географическая картина мира. Книга I: Общая характеристика мира. — М. : Дрофа, 2008. — 495 с. — ISBN 978-5-358-05275-8.
- (рос.) Максаковский В. П. Географическая картина мира. Книга II: Региональная характеристика мира. — М. : Дрофа, 2009. — 480 с. — ISBN 978-5-358-06280-1.
- (рос.) Поспелов Е. М. Географические названия мира: Топонимический словарь. — М. : АСТ, 2005.
- (рос.) Нигерия // Страны Африки. Политико-экономический справочник / ред. В. Солодовников, В. Румянцев. — М. : Издательство политической литературы, 1969. — 318 с.
- (рос.) Физико-географический атлас мира. — М. : Академия наук СССР и Главное управление геодезии и картографии ГУГК СССР, 1964. — 298 с.
- (рос.) Энциклопедия стран мира / глав. ред. Н. А. Симония. — М. : НПО «Экономика» РАН, отделение общественных наук, 2004. — 1319 с. — ISBN 5-282-02318-0.